# Velký Ořechov
Velký Ořechov – gmina w Czechach, w powiecie Zlin, w kraju zlińskim. Według danych z dnia 1 stycznia 2012 liczyła 755 mieszkańców.